# Bengkalis (ville)
Pour les articles homonymes, voir Bengkalis.
Dumai est une ville de la province indonésienne de Riau dans l'île de Bengkalis. C'est le chef-lieu du Kabupaten de Bengkalis

## Géographie
La ville se trouve sur la côte Sud-Ouest de l'île de Bengkalis, sur les rives du détroit de Bengkalis qui sépare l'île de celle de Sumatra.
Elle a un climat tropical / équatorial chaud et humide, puisque tout au long de l'année l'amplitude quotidienne de la température locale est de 26 à 32 degrés Celsius.